# Groupement intercommunal des services hospitaliers et sociaux de la vallée de la Kymi
Le Groupement intercommunal des services hospitaliers et sociaux de la vallée de la Kymi (en finnois : Kymenlaakson sairaanhoito- ja sosiaalipalvelujen kuntayhtymä, sigle Kymsote) est un  district hospitalier de la vallée de la Kymi en Finlande.

## Présentation
Kymsote a été lancé officiellement le 1er janvier 2019. 
L'objectif du consortium intercommunal est de fournir des soins de santé et des services sociaux spécialisés aux résidents des municipalités membres.
Kymsote a pour responsabilité d'organiser et de produire des services sociaux et de santé facilement accessibles aux résidents des municipalités membres.
Kymsote investit dans des services de prévention de haute qualité et rentables.
Kymsote emploie plus de 5 000 professionnels de santé qui sont au service des 170 000 habitants du regroupement de communes.

## Municipalités membres
La liste des municipalités membres de Kymsote est:
- Hamina
- Kotka
- Kouvola
- Miehikkälä
- Pyhtää
- Virolahti

## Hôpitaux

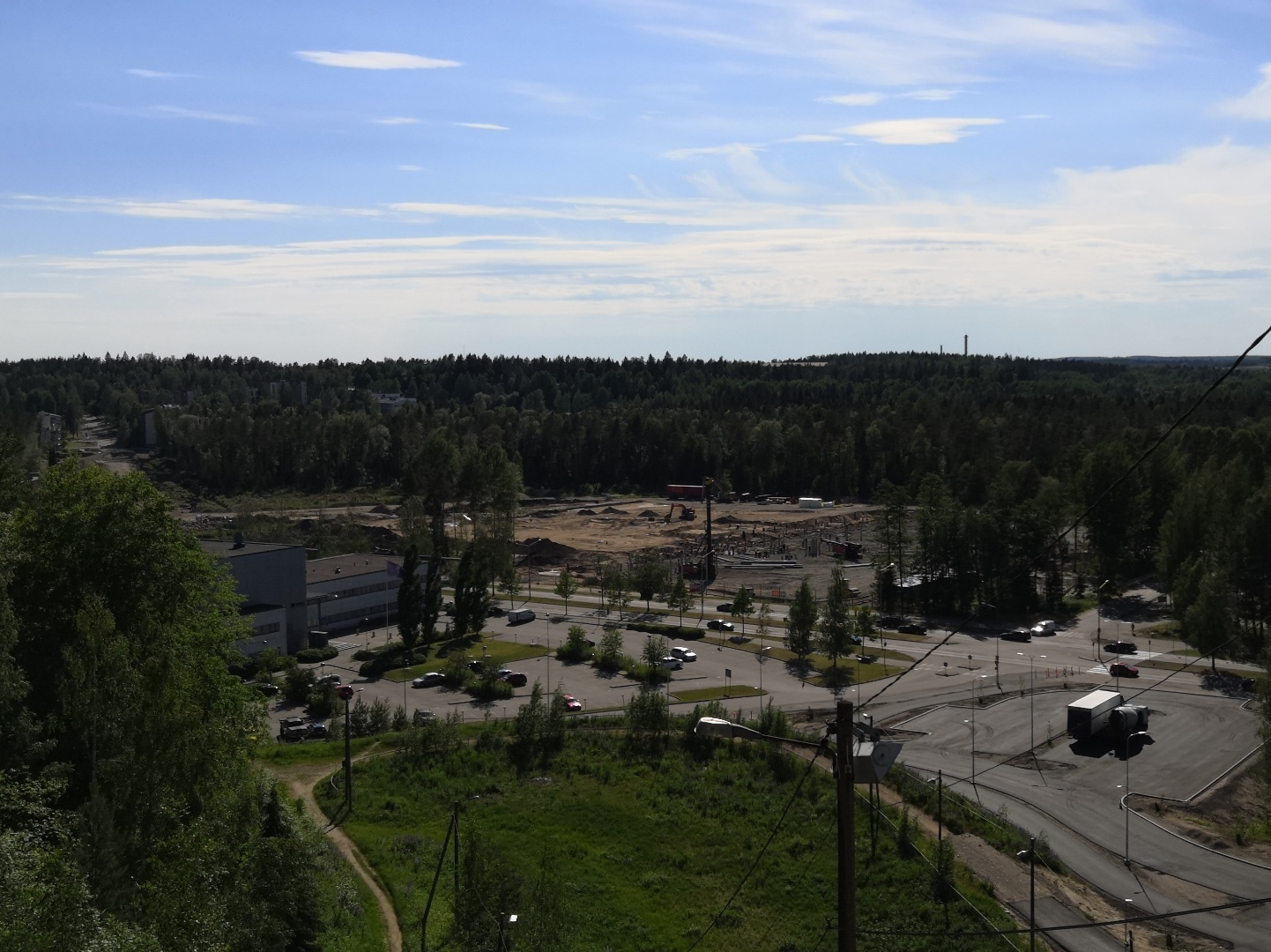
Le chantier de construction du centre Ratamo vu de Palomäki en juin 2019.

Les établissements hospitaliers de Kymsote sont:
- Hôpital central de la vallée de la Kymi (Kotka)
- Hôpital psychiatrique de la vallée de la Kymi (Kouvola)
- Centre Ratamo[2].